# El Mezquital de Burabampo
El Mezquital de Burabampo är en ort i Mexiko.   Den ligger i kommunen Etchojoa och delstaten Sonora, i den västra delen av landet, 1 400 km nordväst om huvudstaden Mexico City. El Mezquital de Burabampo ligger 20 meter över havet och antalet invånare är 167.
Terrängen runt El Mezquital de Burabampo är mycket platt. Runt El Mezquital de Burabampo är det ganska glesbefolkat, med 34 invånare per kvadratkilometer. Närmaste större samhälle är Navojoa, 19,7 km öster om El Mezquital de Burabampo. Trakten runt El Mezquital de Burabampo består till största delen av jordbruksmark.